# フィル・マッケンジー
フィル・マッケンジー（Phil Mackenzie、1987年2月25日 - ）は、カナダの元ラグビー選手。

## プロフィール
- カナダ・オークビル出身[1]。
- 現役時代のポジションはウィング(WTB)、センター(CTB)。
- 身長 185cm、体重 96kg
- 7人制カナダ代表に選ばれたことがある。
- カナダ代表通算キャップ数は32でワールドカップ2011・2015のカナダ代表に選ばれた[2][3]。

## 略歴
コヴェントリーRFC、イーシャーRFC、ロンドン・ウェルシュRFC、セール・シャークスを経て、2016年、サンティアゴ・ブレイカーズに加入。 
2017年、現役を引退した。